# Tisa (rod)
Tisa (znanstveno ime Taxus) je rod drobnih igličastih dreves ali grmovnic iz družine Taxaceae. Rastejo razmeroma počasi, vendar so lahko zelo dolgožive in dosežejo velikosti od enega do štirideset metrov, s premerom debla do štiri metre. Imajo rdečkasto lubje, suličaste, sploščene, temnozelene liste dolžine 1–4 centimetrov in širine 2–3 milimetre, spiralno urejene na deblu, baze listov pa so zasukane, tako da se listi na vsaki strani stebla uredijo v vrsto.
Storži so močno preobraženi. Vsak vsebuje posamezno seme dolžine 4–7 mm in ga obdaja preobražena luska, ki se razvije v aril, tj. mehak, svetlordeč jagodičast, na enem koncu odprt mesnat ovoj dolžine 8–15 mm. Arili dozorijo v 6–9 mesecih po oprašitvi, nato pa jih pozobajo drozgi, pegami in druge ptice, ki nato z blatom raztrosijo v trdem ovoju nepoškodovana semena. Moški storži so zaobljeni, premera 3–6 mm in sipajo pelod zgodaj spomladi. Tise so večinoma dvodomne, posamezne pa so tudi enodomne ali pa sčasoma spremenijo spol.
Vse tise so si zelo sorodne, zato jih nekateri botaniki obravnavajo kot podvrste ali varietete ene same splošno razširjene vrste. Ob tem se kot ime vrste uporablja ime tise, ki je bila prva znanstveno opisana, tj. Taxus baccata.
Najnenavadnejša je sumatrska tisa (T. sumatrana, izvira s Sumatre in Celebesa severno od skrajnega juga Kitajske), za katero so značilni redki, srpasto oblikovani rumeno-zeleni listi. Razmeroma posebna je tudi mehiška tisa (T. globosa, izvira iz vzhodne Mehike južno od Hondurasa), katere listi so po obliki med sumatrsko tiso in drugimi vrstami. Floridska tisa, mehiška tisa in pacifiška tisa so redke in prizadete ali ogrožene vrste.
Vse vrste tise vsebujejo zelo strupene alkaloide taksane, katerih formula se med vrstami nekoliko razlikuje. Alkaloid najdemo v vseh delih drevesa, razen arilih. Arili so užitni in sladki, seme pa je zelo strupeno; v nasprotju s pticami človek semensko ovojnico razgradi in s tem sprosti taksane. To je lahko ob uživanju »jagod« tise, ne da bi prej odstranili semena, usodno. Ob tisah pogosto najdemo poginule prežvekovalce, posebno govedo in konje, ki so se zastrupili z listjem, jelenjad pa strupe razgradi in se lahko z listjem hrani brez posledic. Zaradi smukanja tise v naravi pogosto najdemo le na strmih ponočjih, ki so jelenjadi nedostopna. Z listjem se hranijo tudi ličinke nekaterih metuljev, npr. Peribatodes rhomboidaria. 

## Največja tisa v Sloveniji
Nad Solčavo, na Šturmovem hribu pri obnovljeni domačiji »Na hribu« pod Hribarsko zijalko, raste na ozkem gozdnatem grebenu največja tisa (Taxus baccata) v Sloveniji. Prav zaradi izpostavljene lege jo je pogosto zadela strela in ji odbila vrh. V preteklosti so jo izkoriščali tudi ljudje za cvetnonedeljske butare in nagrobne vence. Drevo ima obseg 240 cm, visoko pa je 9 m. Starost ocenjujejo med 500 in 700 let. Zaradi izjemnih dimenzij, je ta tisa razglašena za naravni spomenik.

## Uporabnost tise
Zaradi svojih značilnosti je imela tisa zelo pomembno vlogo v kulturi človeka. Tisov les je trd, žilav a vendar elastičen, zato so že od kamene dobe dalje uporabljali za izdelavo orožja, zlasti lokov, kasneje pa tudi pohištva. Prav zaradi izjemnih lastnosti in velike uporabnosti lesa, so obširni tisovi pragozdovi v Srednji Evropi praktično izginili že pod rimsko prevlado.
Že v pradavnini so tiso častili kot sveto drevo. V grški in rimski mitologiji je bila pot, ki je vodila v kraljestva mrtvih, obdana s tisami, poznali so Germani in Kelti in je in pomenila obrambno moč, previdnost, potrpljenje, vztrajnost in zaščito v primeru napada ter modrost v nesreči.